# Fondazione Luigi Einaudi (Torino)
La Fondazione Luigi Einaudi è una fondazione culturale italiana, con sede a Torino, a Palazzo d'Azeglio, nata nel 1964 per volontà degli eredi di Luigi Einaudi, di enti pubblici, di istituti bancari e società torinesi e ha come scopo la promozione delle scienze sociali, economiche, storiche e politologiche. Nel 1966 ottiene il riconoscimento giuridico con il DPR 1.3.1966

## Storia
Istituita nel 1964 con la donazione da parte della famiglia Einaudi della biblioteca dell’insigne economista e per iniziativa della Provincia e del Comune di Torino, della Cassa di Risparmio di Torino, dell’Istituto Bancario San Paolo di Torino e della FIAT, fu successivamente riconosciuta con D.P.R. n. 94 del 1.3.1966. Dopo alcuni anni di sedi provvisorie, Gianni Agnelli offrì Palazzo d’Azeglio, che dal 1970 ospita la Fondazione. Il Comitato scientifico ha accolto tra i suoi membri: Federico Caffè, Carlo M. Cipolla, Luigi Firpo, Francesco Forte, Augusto Graziani, Franco Momigliano, Siro Lombardini, Claudio Napoleoni, Luigi Pasinetti, Alessandro Passerin d'Entrèves, Rosario Romeo, Piero Sraffa, Leo Valiani e Franco Venturi.

### Organi direttivi

#### I Presidenti della Fondazione
- Giuseppe Grosso
- Luciano Jona
- Antonio D'Aroma
- Enrico Filippi
- Domenico Siniscalco

#### I Presidenti del Comitato scientifico
- Mario Einaudi
- Franco Venturi
- Luigi Firpo
- Terenzio Cozzi
- Massimo L. Salvadori
- Marcello Carmagnani
- Roberto Marchionatti
- Edoardo Tortarolo

## Scopi e attività
L’intendimento è stato quello di creare un’istituzione culturale in grado di valorizzare il grande patrimonio culturale nell’ambito delle scienze socio-economiche, costituito dalla biblioteca (70.000 monografie) e dall’archivio di Luigi Einaudi. L’obiettivo è stato quello di utilizzare tale patrimonio iniziale per favorire lo sviluppo degli studi economici, storico-economici, politologici e sociali.

### Borse di studio
Fin dall’inizio, la Fondazione Einaudi ha destinato ingenti risorse finanziarie per sostenere la formazione post-universitaria di generazioni di giovani studiosi con borse di studio annuali rinnovabili e con contributi di ricerca.

### Pubblicazioni
Comprendono tre collane e, dal 1967 al 2016, gli «Annali». Dal 2017 la rivista ha cambiato titolo in «Annals of the Fondazione Luigi Einaudi» rinnovandosi radicalmente, è pubblicata in lingua inglese e il suo scopo è quello di agevolare la comunicazione e incoraggiare un fertile scambio di idee tra studiosi impegnati nella ricerca in ambito storico, economico, politologico e più in generale nelle scienze sociali.

### Convegni
Negli anni la Fondazione ha ideato importanti convegni internazionali:
- Nord e Sud nella società e nell'economia italiana di oggi (30 marzo-8 aprile 1967)
- Anarchici e anarchia nel mondo contemporaneo (5-7 dicembre 1969)
- Problemi di storia dell'Internazionale comunista 1919-1939 (aprile 1972)
- L'idea dell'unificazione europea dalla prima alla seconda guerra mondiale (25-26 ottobre 1974)
- Seminario sulla crisi italiana (24-27 marzo 1977)
- Storiografia francese ed italiana a confronto sul fenomeno associativo durante XVIII e XIX secolo (6-7 maggio 1988)
- Alle origini dell'europeismo in Piemonte. La crisi del primo dopoguerra, la cultura politica piemontese e il problema dell'unità europea (28-29 novembre 1991)
- Political economy and national realities (September 10-12, 1992)
- I trent'anni della Fondazione Luigi Einaudi. Mario Einaudi (1904-1994) intellettuale storico ed organizzatore culturale tra America ed Europa (29-30 novembre 1994)
- Il secondo dopoguerra e la costruzione dell’Italia democratica (1996)
- Il coraggio della ragione: Franco Venturi intellettuale e storico cosmopolita (12-14 dicembre 1996)
- Sviluppo sociale e mutamenti produttivi nel mondo rurale europeo contemporaneo (29-30 gennaio 1997)
- Europeismo e federalismo in Piemonte tra le due guerre mondiali. La Resistenza e i trattati di Roma, 1957 (9-10 ottobre 1997)
- Economia, sociologia e politica nell'opera di Vilfredo Pareto (27-28 novembre 1997)
- Economia, politica e società nella “Riforma sociale” (30-31 marzo 2001)
- Information, intellectual property, and economic welfare (May 15-16, 2006)
- La Scuola di economia di Torino. Co-protagonisti ed epigoni (25 ottobre 2007)
- Luigi Einaudi, gli economisti torinesi e la stampa quotidiana tra età liberale e primo fascismo (21-22 novembre 2008)
- Luigi Einaudi nella cultura, nella società e nella politica del Novecento (16-17 aprile 2009)
- La Sociologia del partito politico 100 anni dopo, 1911-2011 (3-4 novembre 2011)
- Giulio Einaudi nell’editoria di cultura del Novecento italiano (25-26 ottobre 2012)
- A Great Depression, Again? Re-Thinking World Relationships (October 3-5, 2013)
- I giovani e il difficile futuro della ricerca scientifica in Italia. Riflessioni a 50 anni dalla nascita della Fondazione Luigi Einaudi (15 ottobre 2014)
- Dei delitti e delle pene di Cesare Beccaria a 250 anni dalla pubblicazione (27-28 novembre 2014)
- Franco Venturi a cent’anni dalla nascita (24 marzo 2015)
- The Historical ‘Dispute of the New World’. European Historians of the United States and European History, Culture and Public Life (September 10-11, 2015)
- L'Italia e l'eredità delle due Guerre mondiali (12 novembre 2015)
- Migrazioni in Europa. Instabilità e innovazione (6-7 ottobre 2016)
- The Relevance of Keynes to the Contemporary World. Eighty Years since The General Theory (October 13-15, 2016)
- Globalization in historical perspective a long-term view (June 8, 2017)
- The fragmentation of economics and the new role of the history of economic thought. Towards a post-foundational economics? (September 14-15, 2017)
- Globalizzazione e storia globale. Problemi e prospettive (13 ottobre 2017)
- Globalization and International conflict (June 14, 2018)
- La Germania in Europa tra mutamento e continuità (27 marzo 2019)
- Happiness, well-being and (de)growth (June 21, 2019)

### Relazioni culturali internazionali
I rapporti con Cornell University, Colegio de México, Fondation Maison des sciences de l’homme ed Escuela Española de Historia y Arquelogía del CSIC hanno dato alla Fondazione un respiro internazionale, favorendo nel corso degli anni proficui scambi culturali.

### Progetti
- Edizione nazionale degli scritti di Luigi Einaudi
- Parla con Luigi Einaudi. Intelligenza artificiale e ricerca, su fondazioneeinaudi.it.

## Patrimonio

### Biblioteca ed emeroteca
Nata con i 70.000 volumi e opuscoli appartenuti a Luigi Einaudi, nel corso degli anni la Biblioteca ha continuato ad accrescersi, fino ad arrivare a possedere oggi oltre 270.000 monografie, con alcune sezioni uniche in Italia (il fondo di oltre 18.000 volumi sull’America Latina, il fondo di storia del Piemonte, la raccolta di tutte le collane pubblicate dalla casa editrice Einaudi, dall’inizio dell’attività, nel 1933, a oggi). In particolare, custodisce la collezione di circa 7.000 libri antichi e rari di Luigi Einaudi, una delle raccolte più pregiate al mondo di opere di economisti, quasi sempre rappresentati nelle loro prime edizioni. L’emeroteca custodisce oltre 3.800 periodici italiani e stranieri, tra quelli in corso, terminati e non continuati. Conserva e prosegue l’acquisto di diverse collezioni di riviste sin dalla loro nascita, alcune delle quali con oltre cento anni di vita.

### Archivio storico
Dopo l’acquisizione iniziale nel 1968 dei documenti appartenuti a Luigi Einaudi e di Paolo Thaon di Revel, negli anni successivi l’Archivio è cresciuto (oggi custodisce oltre 400.000 unità) grazie alle acquisizioni delle carte di Manlio Brosio, Giovanni Busino, Attilio Cabiati, Mario Einaudi, Alberto Geisser, Roberto Michels, Augusto Monti, Francesco Saverio Nitti, Gian Lupo Osti, Luca Pietromarchi, Giuseppe Prato, Franco Reviglio, Agostino Rocca, Ruggiero Romano, Franco Venturi, oltre a un fondo di carte miscellanee